# Ведизм
Веди́зм или веди́йская рели́гия — религиозная система, предшествовавшая брахманизму и фактически являющаяся первой стадией формирования индуизма.

## История
Своё название ведизм получил от слова «Веды». Базой для развития ведизма послужили верования праиндоевропейцев. Предположительно, ведизм возник в среде индоарийских племён (регион Восточного Пенджаба) и принесён последними на территорию индийского субконтинента на рубеже II—I тысячелетия до н. э., впитав в себя остатки религии дравидов. Ведизм постепенно перешёл в брахманизм; жрецы стали доминирующим классом, что повлекло за собой трансформацию идеологии.

## Описание
Характерная черта ведизма — обожествление сил природы, часто в мифологических образах, а также генотеизм. Большое значение имеют магические обряды. Была хорошо развита ритуалистика, существовали различные типы жрецов.

### Боги
Наиболее почитаемыми богами ведийского пантеона были Варуна, Индра, Агни и Сома. Объективное изучение ведизма в чистом виде практически невозможно. Единственным документом для изучения ведийской религии являются ранние части Вед. Чёткой иерархии богов также не существует.
- Агни — бог огня, доставлявший жертву небесным богам. В силу важности для ритуалов, занимал центральное место в ведийских гимнах. Огненные жертвоприношения (хома, агни-хотра и др.) играли ключевую роль в ведийской религии.
- Индра — бог-воитель. Важное место в Ригведе занимает мотив космического подвига Индры — убийства змея Вритры, «сковавшего воды».
- Сурья — бог Солнца. Одно из трёх главных божеств наряду с Индрой и Агни.
- Вишну — помощник Индры, совершивший «три шага», укрепивших мироздание.
- Рудра — гневный бог, к которому обращаются с просьбами о милости. Сопровождается Марутами — божествами бури и грозы.
- Пуруша — гигантский первочеловек. Пуруша был принесён в жертву богами древности (садхьями), а из частей его тела была создана Вселенная (см. Пуруша-сукта). Поэтому основа ведийского культа — жертвоприношения, сопровождавшиеся сложным ритуалом, который выполнялся брахманами.
- Варуна — бог вод, охранитель истины и правосудия, карающий за грехи.
- Митра — брат Варуны, солнечный бог договора и дружелюбия.
- Ашвины — божественные близнецы, связанные с утренними и вечерними сумерками.
- Сома — бог-напиток, приготовленный из сока растения. Подобный опьяняющий напиток возливается в огонь в процессе жертвоприношения.
- Яма — солнечный бог смерти. Первый умерший человек, проложивший путь в царство мёртвых и ставший его царём. Обитает в жилище из света, куда после смерти попадают праведники и сами становятся богами[2]. Как следствие, в ведизме широкое распространение получил культ предков, питаров.

### Ритуалы

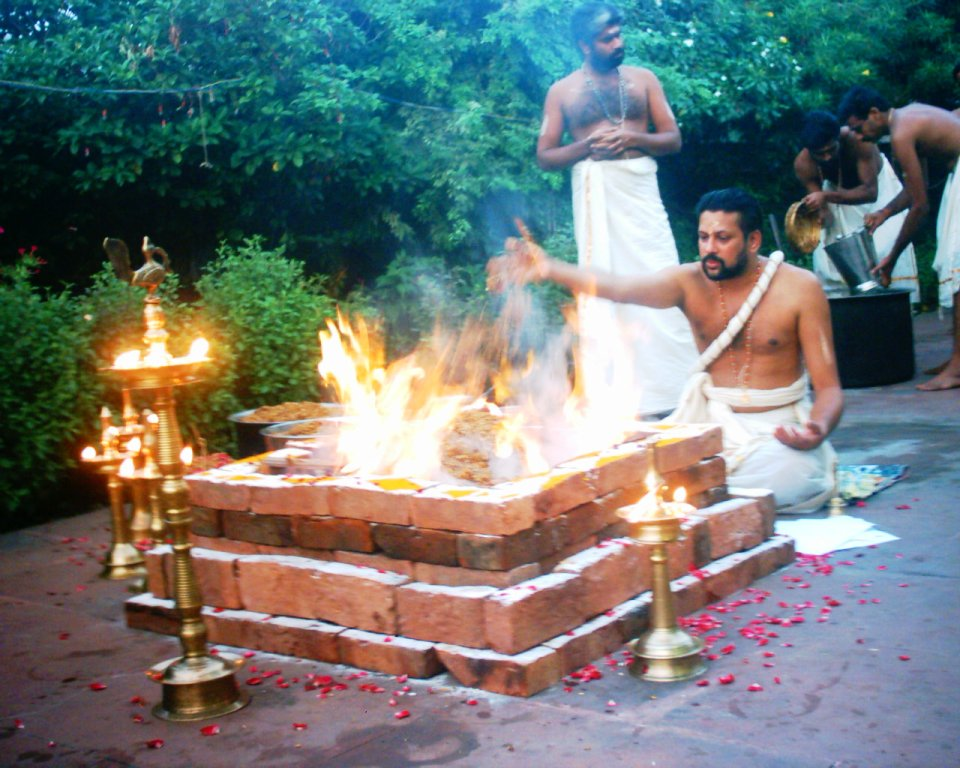
Шраута яджна

- Агнихотра — огненное жертвоприношение
- Агничаяна — сооружение алтаря Агни
- Агнистома — жертвоприношение сомы
- Раджасуя — триумфальное царское жертвоприношение
- Ашвамедха — царское жертвоприношение коня
- Пурушамедха — жертвоприношение человека

## Концепция Кёйпера
Одну из оригинальных концепций понимания ведийской религии предложил голландский индолог Ф. Б. Я. Кёйпер. По его мнению, основную часть «Ригведы» составляют гимны, исполнявшиеся во время ритуалов встречи Нового года. Именно поэтому, как считает Кёйпер, в Ригведе так часто упоминается сюжет о победе Индры над Вритрой. Этот миф он считает космогоническим и потому задающим всю структуру ведийской религии. Трактуется им этот миф следующим образом. В начале не было ничего, кроме первичных вод хаоса, по которым плавал холм, содержащий в себе всё мироздание в потенциальном, ещё недифференцированном состоянии. Основным свойством этого холма была инертность, поэтому он и назывался вритра («сопротивление»). Индра, будучи демиургом, своим космогоническим актом преодолел это сопротивление, и пронзил первичный холм насквозь, сделав его неподвижным и обозначив таким образом Центр. Из расколотого холма вырывается жизнь в виде двух сил — воды и огня, а сам холм разрастается и становится землёй. Вторая часть космогонического деяния Индры заключается в том, что он разъединил небо и землю, выступив в роли космического столба или Мирового древа. Старые боги, асуры, остаются в подземном мире, в котором сохраняются воды хаоса. В верхнем, небесном мире им на смену приходят молодые боги — девы. Таким образом, творение мира заключается в разделении первичного хаоса на противоположности, бинарные оппозиции.
Важное место Кёйпер уделял образу Вишну, помощника Индры. По его мнению, Вишну сохранял центральное положение между девами и асурами. Сделав свои знаменитые три шага, он укрепил созданные Индрой два мира. Особое место занимает третий шаг Вишну, относящийся к верхнему, недосягаемому миру. Этим шагом он преодолел двойственность Вселенной, вернув в неё единство, но уже не в виде хаоса, а на качественно новом уровне трансцендентности.
Каждый Новый год является ритуальным отражением и воспоминанием космогонического мифа, поэтому его обряды нацелены на то, чтобы помочь Вселенной обновиться, чтобы уничтожить старый обветшавший мир, вернуться к первичному хаосу, а затем сотворить мир заново. Чтобы «помочь» Индре преодолеть сопротивление хаоса, в Новый год проводились состязания колесниц и словесные поединки. Самого Индру символизировал устанавливавшийся на время праздника столб.